# Milan De Ceuster
Milan De Ceuster, né le 29 décembre 2005, est un coureur cycliste belge. Il est membre de l'équipe Lotto Dstny Development.

## Biographie
Originaire de Putte, Milan De Ceuster passe une grande partie de sa scolarité à Wavre-Notre-Dame. Il réside désormais de manière habituelle à Tremelo, aux côtés de son père. Son demi-frère Sean De Bie a lui-même été coureur cycliste au niveau professionnel,. 
Chez les juniors, il se fait remarquer en obtenant une quinzaine de victoires. Il s'impose notamment sur l'édition 2023 de Menin-Kemmel-Menin, une course de niveau international. Après ses performances, il intègre la réserve de l'équipe Lotto Dstny en 2024. Il ne délaisse pas pour autant ses études en s'inscrivant à la KU Leuven, afin de suivre des cours d'ingénierie en génie civil. Pour ses débuts espoirs, il se classe deuxième du contre-la-montre du Tour du Brabant flamand et troisième du Wim Hendriks Trofee. 
En 2025, il remporte le Dorpenomloop Rucphen, en réglant au sprint un groupe d'une dizaine de coureurs. Il s'agit de son premier succès acquis sur une compétition inscrite au calendrier de l'UCI Europe Tour.

## Palmarès
- 2022
  - Champion du Brabant flamand sur route juniors
  - 2e du championnat de Belgique du contre-la-montre par équipes juniors
- 2023
  - Menin-Kemmel-Menin
- 2024
  - 3e du Wim Hendriks Trofee
- 2025
  - Dorpenomloop Rucphen
  - Tour du Brabant flamand
  - 2e du Kersenronde Mierlo